# 爱金生
爱金生（英語：Justin Brooks Atkinson，即贾斯汀·布鲁克斯·阿特金森，1894年11月28日—1984年1月14日）美国马萨诸塞州梅尔罗斯人，美国戏剧评论家，自1925年至1960年曾为《纽约时报》工作，在其讣文中，纽约时报称他是“他那个时代最重要的评论家。”

## 生平
爱金生出生在梅尔罗斯 。幼时他便出版了自己的报纸（利用活字印刷），并计划从事新闻工作。1917年他毕业于哈佛大学 ，此后他在斯普林菲尔德每日新闻和波士顿晚报任戏剧评论家助理。1922年，他成为《纽约时报书评》（New York Times Book Review）编辑，并在1925年成为戏剧评论家。
爱金生很快便获得了声誉，这是由于其对新戏剧的评论——例如他是尤金·奥尼尔的首位重要推崇者 ，由于他对所有戏剧种类包括外百老匯演出皆感兴趣，更由于他的机智。1928年，他就新戏《头版》称 ，“No one who has ground his heels in the grime of a police headquarters press room will complain that this argot misrepresents the gentlemen of the press.（没有人会在踩到警察总部新闻发布室的污垢后抱怨新闻界的先生们受到了这一暗号的误导）”爱金生隐示警方击败了波士顿晚报。
他写的评论足以使一个新舞台剧获得成功或面临失败。例如，他在1940年对劳伦斯·莱利的《重回订婚》（Return Engagement）的恶评导致该喜剧仅演八场后就停止演出，尽管莱利此前的喜剧《个人形象》（Personal Appearance）已在百老汇持续演出超过500场。
1941年12月珍珠港事件后，爱金生试图加入海军服役 ，但遭到拒绝。他要求到战争前线参加報導，《纽约时报》乃将其派到中国抗日前线担任战争通讯员，報導抗日战争，直到1945年。他隨美軍觀察組到延安访问了毛泽东，并被毛泽东的魅力迷住了，在写作中倾向中共的运动，反对国民政府的蒋介石，在后者那里他看到了反动和腐败。访问延安后，他以其所看到的片面且不中立的觀點來写道，中共的政治制度最好被描述为“土地或者农民的民主的党，或者是一个农业劳动者的党。” 爱金生认为中国共产党只是名字是共产党，但比极权主义更民主。《纽约时报》将其文章加上了热情洋溢的标题“延安，中国的仙境城市（Yenan, a Chinese Wonderland City）”。
战争结束后，爱金生仅在纽约短暂停留，便被送往莫斯科任新闻通讯员。他作为纽约时报驻莫斯科记者的工作为他赢得了1947年的普利策奖。
从苏联返回美国后，他被重新分配到戏剧舞台上，此后他一直工作到1960年退休。外百老汇1950年代变为主要戏剧力量也被归功于他。此外他也对许多戏剧界重要人物的职业生涯产生了至关重要的影响力。戴维·梅里克在臭名昭著的恶搞广告《地铁是用来睡觉的》（Subways Are For Sleeping）中雇了七个和爱金生名字相同的普通纽约人扮演著名戏剧评论家热捧他的音乐，该广告不得不等到爱金生退休之后才推出，因为梅里克实在找不到其他拥有合适名字的人来恶搞。纽约城只有一个爱金生。
爱金生1960年当选美国人文与科学学院研究员。他一度于1965年走出退休生活，撰写了一篇对《拉曼恰男人》（Man of La Mancha）的正面评论，他的评论被印在该剧最早的纪念特刊的第一页。

## 纪念
1960年，纽约的曼斯菲尔德剧院更名为爱金生剧院。